# باب سینکلر
کریستوف لی فریانت (تلفظ فرانسوی: [kʁistɔf lə fʁijɑ̃]؛ متولد ۱۰ مه ۱۹۶۹)، بیشتر شناخته شده با نام باب سینکلر (فرانسوی: [bɔb sɛ̃klaʁ])، یک تهیه کننده موسیقی، دی جی و ریمیکس کننده فرانسوی است. او صاحب لیبل موسیقی Yellow Productions است.

## آلبوم‌ها
- Paradise (1998)
- Champs Elysées (2000)
- III (2003)
- Western Dream (2006)
- Soundz of Freedom (2007)
- Born in 69 (2009)
- Disco Crash (2012)
- Paris by Night (2013)